# Mały Münsterländer
Mały Münsterländer – najmniejsza z ras psów należąca do grupy wyżłów w sekcji wyżłów kontynentalnych. Zaklasyfikowana jest do podsekcji psów w typie spaniela. Podobnie jak duży Münsterländer rasa ta pochodzi od wyżła niemieckiego długowłosego, powstała prawdopodobnie poprzez krzyżowanie wyżła długowłosego i płochaczy. Typ wyżłowaty. Podlega próbom pracy.

## Wygląd

### Budowa
Pies średniej wielkości: psy od 52 do 56 cm, suki od 50 do 54 cm. Klasyczna, zwarta sylwetka. Sucha głowa bez wyraźnego stopu, wydłużona kufa. Uszy zwisające, ku dołowi nieco spiczaste. Lekko wygięta, muskularna szyja. Silne, dobrze umięśnione, zwarte łapy. Ogon noszony prosto, w 1/3 części od końca lekko wygięty ku górze.

### Szata i umaszczenie
Umaszczenie brązowo-białe oraz brązowo-dereszowate. Brązowa głowa przeważnie z łysiną lub gwiazdką. Trufla brązowa. Włos długi, gładki, przylegający, na uszach falisty. Obfita chorągiew w ogonie, portki.

## Użytkowość
Wszechstronny pies myśliwski, szczególnie dobrze sprawdzający się w pracy na śladzie i tropieniu postrzałków.

## Zachowanie i charakter
Małe Munsterlandery to radosne, wytrwałe i chętnie uczące się psy, doskonale sprawdzające się w myślistwie, a także jako wierne, czujnie stróżujące psy domowe.

## Popularność
Jest to rasa dość rzadko spotykana w Polsce. Znacznie popularniejsza we Francji, Szwecji, Norwegii oraz oczywiście w Niemczech.